# پست لیک (ویسکانسین)
پست لیک (به انگلیسی: Post Lake) یک منطقهٔ مسکونی در ایالات متحده آمریکا است که در شهرستان لانگلاد، ویسکانسین واقع شده‌است. پست لیک ۳۷۴ نفر جمعیت دارد و ۴۶۶٫۹۶ متر بالاتر از سطح دریا واقع شده‌است.